# Honoka Hayashi
Honoka Hayashi (林 穂之香 Hayashi Honoka?, nacida el 19 de mayo de 1998 en Kioto) es una futbolista japonesa que juega como centrocampista. Su actual equipo es el West Ham de la Women's Super League de Inglaterra.
En 2019, Hayashi jugó para la selección femenina de fútbol de Japón.

## Trayectoria

### Clubes
| Club         | País       | Año       |
| ------------ | ---------- | --------- |
| Cerezo Osaka | Japón      | 2013-2020 |
| AIK          | Suecia     | 2021-2023 |
| West Ham     | Inglaterra | 2023-act. |

### Selección nacional
| Selección | País  | Año    |
| --------- | ----- | ------ |
| Absoluta  | Japón | 2019 - |

## Estadística de carrera
| Selección de Japón | Selección de Japón | Selección de Japón |
| Año                | Part.              | Goles              |
| ------------------ | ------------------ | ------------------ |
| 2019               | 1                  | 0                  |
| Total              | 1                  | 0                  |